# Kimisis tis Theotokou (Kondariotissa)

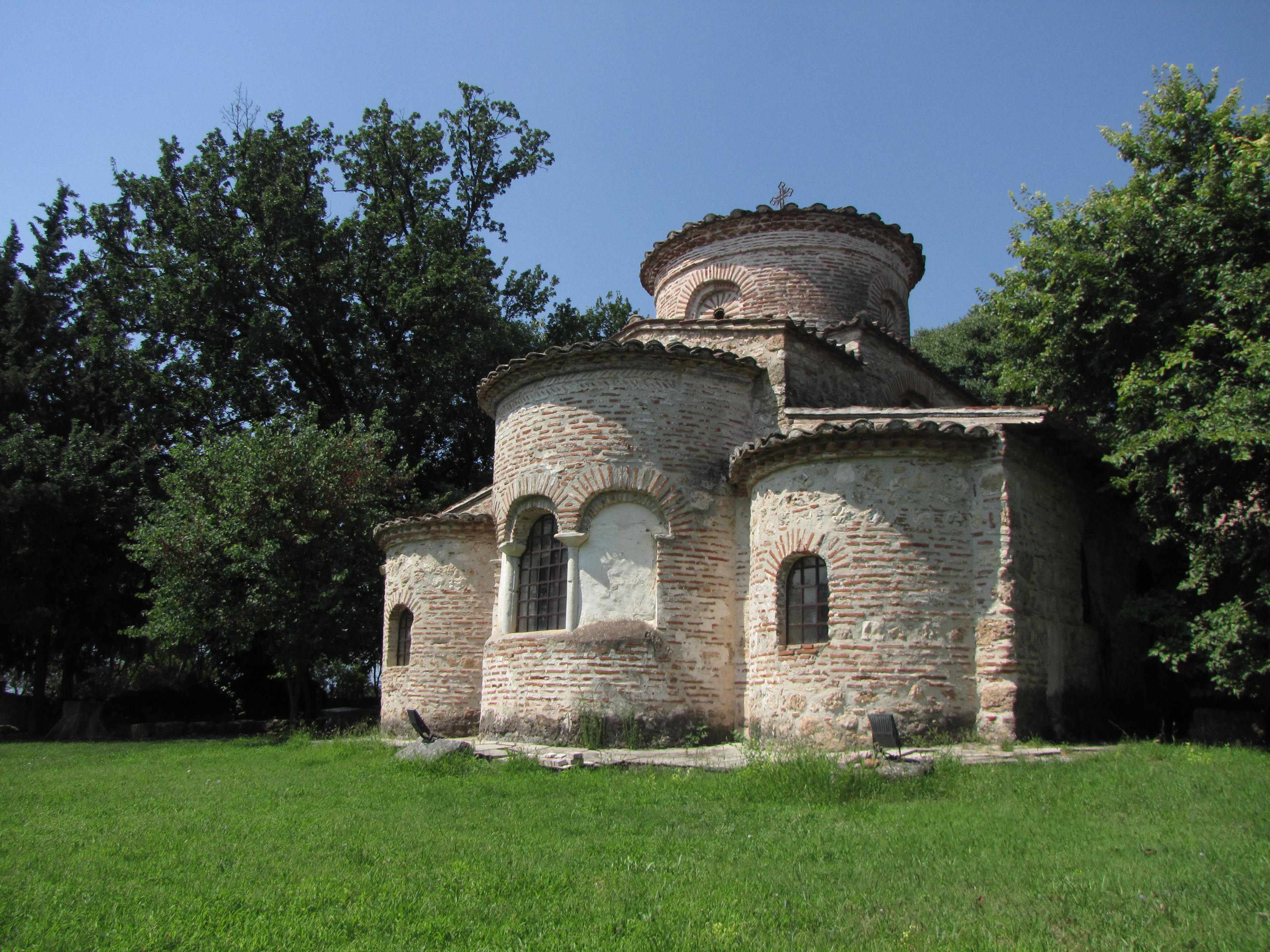
Kirche Kimisis tis Theotokou bei Kondariotissa

Die Kirche Kimisis tis Theotokou (griechisch Κοιμήσεως της Θεοτόκου), auch Panagia Kondariotissas (Παναγία Κονταριώτισσας) ist ein sehr gut erhaltenes byzantinisches Monument am Ortsrand von Kondariotissa in der zentralmakedonischen Gemeinde Dion-Olymbos.

## Lage

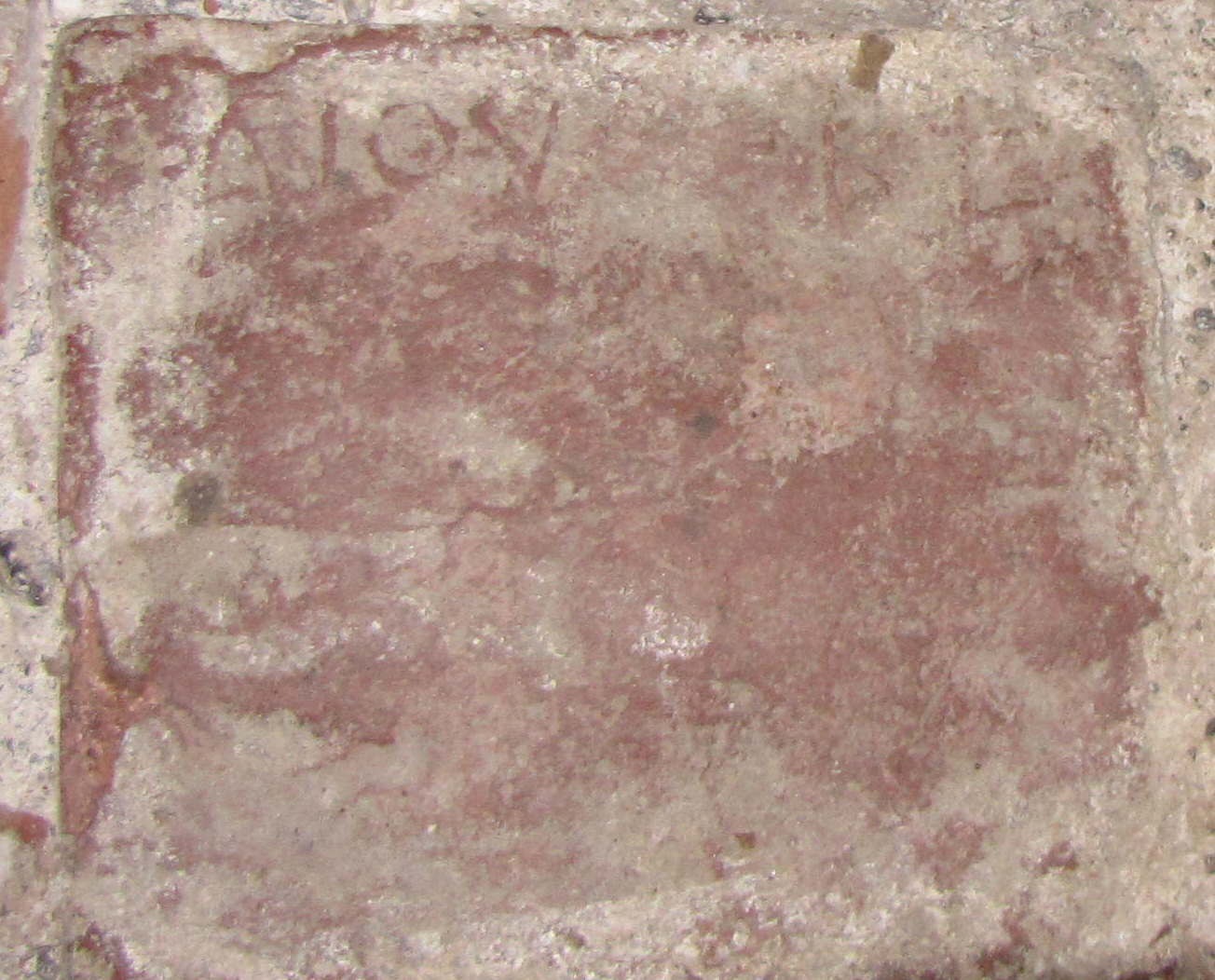
Terrakottafliese mit der Beschriftung „Dion“

Auf einem Hügel am nordwestlichen Ortsrand des Dorfes Kondariotissa, rund 6,5 Kilometer südwestlich von Katerini.

## Die Kirche
Nach der Gestalt des Gebäudes zu urteilen wurde sie zur Zeit des Ikonoklasmus oder etwas früher erbaut. Der Baubeginn wird auf das 7. Jahrhundert datiert, bauliche Veränderungen erfolgten im 11. Jahrhundert und im 15, Jahrhundert wurde das Bauwerk restauriert. An Teilen der Außenwand sind verschiedene Stile von Steinmetzarbeiten zu erkennen. Die Errichtung der Kirche soll mit der zeitgleichen Zerstörung und der Aufgabe des antiken Dion in Zusammenhang stehen.
Das Gebäude trägt eine zylindrische Kuppel, die von vier runden Pfeilern getragen wird und besitzt im Nord und Südteil jeweils eine Kapelle. Die von einer geschnitzten, hölzernen Ikonostase abgegrenzte Apsis im östlichen Teil der Kirche wird von einem dreiteiligen Fenster begrenzt. Apsis, Kuppel und Teile der Wände sind mit Wandmalereien versehen. Von der ursprünglichen Ausstattung ist nichts mehr erhalten, die sichtbaren Fresken stammen aus dem 15. Jahrhundert. Einige der Terrakotta-Bodenfliesen sind mit dem Namen „Dion“ gekennzeichnet. Die frühen Teile des Bauwerks ähneln der Basilika Hagia Sophia in Thessaloniki. Gleiche Baumerkmale wurden in anderen griechischen Kirchen des 8. und 9. Jahrhunderts festgestellt. Möglicherweise wurde die Kirche als Klosterkirche genutzt.